# ۸۰۵ (میلادی)
۸۰۵ (میلادی) هشتصد  و پنجمین سال تقویم میلادی است.

## درگذشتگان
‎